# Lophostica
Lophostica là một chi nhện trong họ Salticidae.